# Limay
För andra betydelser, se Limay (olika betydelser).
Limay är en kommun i departementet Yvelines i regionen Île-de-France i norra Frankrike. Kommunen ligger i kantonen Limay som tillhör arrondissementet Mantes-la-Jolie. År 2022 hade Limay 17 584 invånare.

## Befolkningsutveckling
Antalet invånare i kommunen Limay
| Referens: INSEE |